# يواندري بيتانزوس
يواندري بيتانزوس (بالإسبانية: Yoandri Betanzos) مواليد 15 فبراير 1982 في سانتياغو دي كوبا، سانتياغو دي كوبا، هو لاعب قفز ثلاثي كوبي متخصص في قفز ثلاثي. مثل بلاده في الأولمبياد.

## سجل المنافسة
| العام     | المسابقة                                        | المكان                | المركز    | ملاحظة    |
| يمثل كوبا | يمثل كوبا                                       | يمثل كوبا             | يمثل كوبا | يمثل كوبا |
| --------- | ----------------------------------------------- | --------------------- | --------- | --------- |
| 1999      | بطولة العالم للشباب لألعاب القوى 1999           | بيدغوشتش              | 2         | 15.83 م   |
| 2000      | بطولة العالم للناشئين لألعاب القوى 2000         | سانتياغو              | 2         | 16.34 م   |
| 2001      | بطولة أمريكا الوسطى والكاريبي لألعاب القوى 2001 | مدينة غواتيمالا       | 2         | 16.64 م   |
| 2001      | الألعاب الجامعية الصيفية 2001                   | بكين، الصين           | 5         | 16.86 م   |
| 2001      | بطولة أمريكا لألعاب القوى للناشئين 2001         | سانتا في              | 1         | 16.47 م   |
| 2003      | دورة الألعاب الأمريكية 2003                     | سانتو دومينغو         | 1         | 17.26 م   |
| 2003      | بطولة العالم لألعاب القوى 2003                  | باريس                 | 2         | 17.28 م   |
| 2004      | بطولة العالم لألعاب القوى داخل الصالات 2004     | بودابست               | 3         | 17.36 م   |
| 2004      | الألعاب الأولمبية الصيفية 2004                  | أثينا                 | 4         | 17.47 م   |
| 2005      | بطولة أمريكا الوسطى والكاريبي لألعاب القوى 2005 | ناساو                 | 1         | 17.33 م   |
| 2005      | بطولة العالم لألعاب القوى 2005                  | هلسنكي                | 2         | 17.52 م   |
| 2006      | بطولة العالم لألعاب القوى داخل الصالات 2006     | موسكو                 | 3         | 17.42 م   |
| 2007      | دورة الألعاب الأمريكية 2007                     | ريو دي جانيرو         | 3         | 16.90 م   |
| 2007      | بطولة العالم لألعاب القوى 2007                  | أوساكا                | 20        | 16.54 م   |
| 2009      | بطولة أمريكا الوسطى والكاريبي لألعاب القوى 2009 | هافانا                | 2         | 17.24 م   |
| 2009      | بطولة العالم لألعاب القوى 2009                  | برلين                 | 17        | 16.77 م   |
| 2010      | بطولة العالم لألعاب القوى داخل الصالات 2010     | الدوحة                | 2         | 17.69 م   |
| 2011      | بطولة العالم لألعاب القوى 2011                  | دايغو                 | 11        | 16.67 م   |
| 2011      | دورة الألعاب الأمريكية 2011                     | غوادالاخارا           | 2         | 16.54 م   |
| 2011      | دورة الألعاب الأمريكية 2011                     | غوادالاخارا           | 1         | 2:59.43   |
| 2012      | الألعاب الأولمبية الصيفية 2012                  | لندن، المملكة المتحدة | 23        | 16.22 م   |

## روابط خارجية
- يواندري بيتانزوس على موقع الاتحاد الدولي لألعاب القوى (الإنجليزية)
- يواندري بيتانزوس على موقع الدوري الماسي (الإنجليزية)
- يواندري بيتانزوس على موقع اللجنة الأولمبية الدولية (الإنجليزية)
- يواندري بيتانزوس على موقع أوليمبيديا (الإنجليزية)